# چارباغ، پاکستان
چارباغ (به انگلیسی: Charbagh) یک منطقهٔ مسکونی در پاکستان است که در خیبر پختونخوا واقع شده‌است. چارباغ ۱٬۱۵۴ متر بالاتر از سطح دریا واقع شده‌است.